# Es Tamarells (ses Salines)
|  | Aquest article tracta sobre una llacuna de Mallorca. Vegeu-ne altres significats a «Els Tamarells». |

Es Tamarells és una llacuna endorreica temporal del migjorn mallorquí. Està situada sobre els relleus tabulars, extremadament plans, que forma el sócol calcari miocènic situat entre les serres de Llevant i el cap de ses Salines. Aquest relleus plans, sumat a l'aridesa de la regió (hi plou una mitjana de 300 mm l'any), ha afavorit l'existència de depressions mal drenades en aquesta zona (la llacuna des Tamarells en qüestió i la de l'estany de Ses Gambes, a uns escassos 2 km.).
La llacuna s'alimenta de les aigües superficials de la conca del Torrent des Marge (d'unes 3304,02 ha de conca de drenatge), de surgències de caràcter freàtic i inclús d'intrusions marines (està situada a 1,5 km. de la costa). La seva extensió és variable en funció de les precipitacions anuals, la seva superfície màxima és d'unes 44,44 ha. mentre que molts estius se sol secar. La llacuna està envoltada per un salicornar i un espès i ben desenvolupat bosc de tamarells, fet que li dona el nom.
Aquesta llacuna així com els territoris de la península del Cap de Ses Salines, formen part de l'ANEI Cap de ses Salines, espai considerat com a Xarxa Natura 2000. Els seus valors naturals han estat preservats al llarg del temps en part perquè aquests terrenys formen part de la possessió de sa Vall.